# Blair Atholl War Memorial

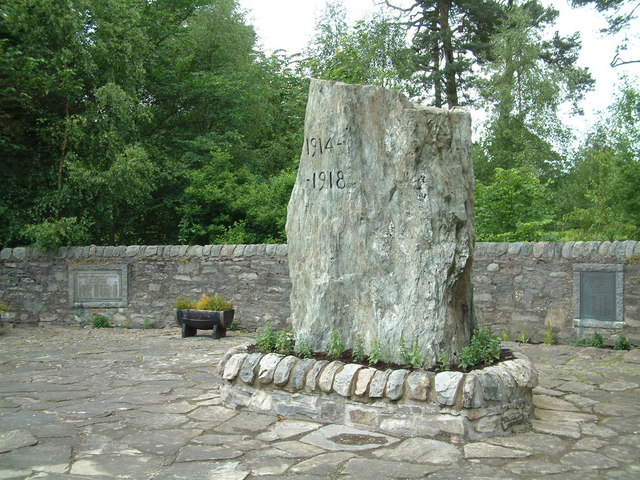
Der Gedenkstein und zwei der Tafeln

Das Blair Atholl War Memorial ist ein Kriegerdenkmal in der Ortschaft Blair Atholl im Norden von Schottland. Das 1924 eingeweihte Denkmal erinnert an Menschen aus dem umgebenden Civil Parish, die im Laufe des Ersten Weltkrieges ums Leben kamen. Es umfasst einen Gedenkstein sowie dahinter, an einer Mauer, angebrachte Tafeln aus Metall, auf denen die Namen der gestorbenen Personen zu lesen sind.
Die Anlage ist seit 1971 als Listed Building der Kategorie B ausgewiesen und steht somit unter Denkmalschutz.